# Pán prstenů: Prsteny moci
Pán prstenů: Prsteny moci je americký fantasy televizní seriál na motivy příběhů J. R. R. Tolkiena, zejména pak dodatků Pána prstenů. Seriál, který pro streamovací službu Prime Video připravili J. D. Payne a Patrick McKay, se odehrává ve Druhém věku Středozemě, tisíce let před událostmi Tolkienova Hobita a Pána prstenů. Produkuje jej společnost Amazon Studios ve spolupráci s Tolkien Estate and Trust, HarperCollins a New Line Cinema, přičemž Payne a McKay působí jako showrunneři.
Amazon koupil televizní práva na Pána prstenů v listopadu 2017 za 250 milionů dolarů, čímž se zavázal k produkci pěti sezón v celkové hodnotě nejméně 1 miliardy dolarů. To by z něj učinilo nejdražší televizní seriál, jaký byl dosud natočen. Payne a McKay byli najati v červenci 2018, jména ostatních členů tvůrčího týmu byla oznámena o rok později. Seriál vychází především z dodatků k Pánu prstenů, které obsahují pojednání o Druhém věku. Má početné a různorodé herecké obsazení z celého světa.
Z právních důvodů se nejedná o přímé pokračování filmových trilogií Pán prstenů a Hobit, produkce ovšem měla v úmyslu tyto filmy připomínat podobnou výpravou a mladšími verzemi postav. Z postav, které diváci znají ze zmíněných trilogií, se v seriálu objevují Elrond, Galadriel, Gil-galad, Elendil, Isildur a Sauron. Žádná z těchto postav však není ztvárněna hercem, který ji ztvárnil ve filmech Petera Jacksona. Od druhé řady přibude v seriálu také Círdan.
Natáčení první osmidílné sezóny probíhalo od února 2020 do srpna 2021 na Novém Zélandu, přičemž v této době nastala několikaměsíční produkční přestávka kvůli pandemii covidu-19. Premiéra prvních dvou epizod na Prime Video byla 2. září 2022, poslední epizoda série měla premiéru 14. října 2022.
V srpnu 2021 společnost Amazon oznámila, že výroba dalších sezón bude probíhat ve Spojeném království. Natáčení druhé sezóny začalo v říjnu 2022. První díly druhé sezóna měly premiéru v srpnu 2024.

## Obsazení
- Morfydd Clark (český dabing: Nina Horáková[3]) jako Galadriel[4]
- Ismael Cruz Córdova (český dabing: Ondřej Dvořáček) jako Arondir, nová postava zeleného elfa
- Charlie Vickers (český dabing: Ondřej Brzobohatý) jako Sauron, který na sebe vzal podobu člověka Halbranda
- Markella Kavenagh (český dabing: Patricie Soukupová) jako Elanor „Nori“ Brandonožková, nová postava děvčete chluponohého hobita
- Daniel Weyman jako Cizinec, jeden z čarodějů
- Robert Aramayo (český dabing: Jan Battěk) jako Elrond
- Cynthia Addai-Robinson (český dabing: Dana Černá) jako Tar-Míriel
- Lloyd Owen (český dabing: Martin Stránský) jako Elendil
- Nazanin Boniadi (český dabing: Lucie Štěpánková) jako Bronwyn, nová postava lidské léčitelky
- Lenny Henry jako Sadok Pelíšek, hobití starší
- Maxim Baldry (český dabing: Oldřich Hajlich) jako Isildur
- Charles Edwards (český dabing: Jan Vondráček) jako Celebrimbor
- Trystan Gravelle (český dabing: Martin Zahálka) jako Ar-Pharazôn
- Owain Arthur (český dabing: Ondřej Brousek) jako Durin IV.
- Ema Horvath (český dabing: Štěpánka Fingherhutová) jako Eärien, nová postava sestry Isildura
- Sophia Nomvete jako Dísa, nová postava ženy Durina IV. a trpasličí princezny z Khazad-dûmu
- Leon Wadham (český dabing: Robert Hájek) jako Kemen, nová postava syna Ar-Pharazôna
- Benjamin Walker (český dabing: Jan Šťastný) jako Gil-Galad

## Epizody
| Č. v seriálu | Č. v řadě | Původní název        | Český název    | Režie                | Scénář                                                     | Premiéra ve světě |
| --- | --------- | -------------------- | -------------- | -------------------- | ---------------------------------------------------------- | ----------------- |
| 1 | 1         | A Shadow of the Past | Stín minulosti | Juan Antonio Bayona  | Patrick McKay, John D. Payne                               | 2. září 2022      |
| Galadriel se obává návratu dávného zla, Arondir učiní znepokojivý objev, Elrond dostává nový úkol a Nori poruší nejdéle dodržované pravidlo mezi Chluponohy.                        |           |                      |                |                      |                                                            |                   |
| 2 | 2         | Adrift               | Na moři        | Juan Antonio Bayona  | Gennifer Hutchinson                                        | 2. září 2022      |
| Galadriel nachází nového spojence, Elrond naráží na chladné přijetí u starého přítele, Nori se snaží pomoct Cizinci, Arondir hledá odpovědi a Bronwyn varuje svůj lid před hrozbou. |           |                      |                |                      |                                                            |                   |
| 3 | 3         | Adar                 | Adar           | Wayne Yip            | Justin Doble                                               | 9. září 2022      |
| Arondir se ocitá v zajetí, Galadriel a Halbrand objevují legendární království; Elendil dostává nový úkol, Nori čelí následkům.                                                     |           |                      |                |                      |                                                            |                   |
| 4 | 4         | The Great Wave       | Velká vlna     | Wayne Yip            | Stephany Folsom, John D. Payne, Patrick McKay              | 16. září 2022     |
| 5 | 5         | Partings             | Odchody        | Wayne Yip            | Justin Doble                                               | 23. září 2022     |
| 6 | 6         | Udûn                 | Udûn           | Charlotte Brändström | Nicholas Adams, Justin Doble, John D. Payne, Patrick McKay | 30. září 2022     |
| 7 | 7         | The Eye              | Oko            | Charlotte Brändström | Jason Cahill                                               | 7. října 2022     |
| 8 | 8         | Alloyed              | Slitina        | Wayne Yip            | Gennifer Hutchison, John D. Payne, Patrick McKay           | 14. října 2022    |